# Heinz Raether
Heinz Artur Raether (* 14. Oktober 1909 in Nürnberg; † 31. Dezember 1986 in Aumühle bei Hamburg)  war ein deutscher Physiker.
Von 1944 bis 1946 war er apl. Professor für Physik an der Universität Jena am Physikalischen Institut. Er beschäftigte hier sich mit Elektronenphysik, Elektronenmikroskopie, Elektroneninterferenzen und Gasentladungen.
1951 übernahm er an der Universität Hamburg die Leitung des Instituts für Angewandte Physik. Nach der Entwicklung des Transistors sollte dieses neuorientiert werden auf Festkörperphysik. Er beschäftigte sich mit Fragen der Struktur und des Wachstums von Kristallen. Später interessierte er sich für das kollektive Verhalten der Elektronen eines Kristalls, dem Festkörper-Elektronenplasma. In der Gasentladungsphysik widmete er sich dem Zündungsprozess, vor allem der Bildung des Funkenkanals, der Anfangsphase des elektrischen Durchschlags. 1963 wurde er zum ordentlichen Mitglied der Göttinger Akademie der Wissenschaften gewählt. Im Jahr 1979 wurde er zum Mitglied der Leopoldina gewählt.